# Rudgea parquioides
Rudgea parquioides är en måreväxtart som först beskrevs av Adelbert von Chamisso, och fick sitt nu gällande namn av Johannes Müller Argoviensis. Rudgea parquioides ingår i släktet Rudgea och familjen måreväxter.

## Underarter
Arten delas in i följande underarter:
- R. p. caprifolium
- R. p. hirsutissima
- R. p. parquioides